# Clara Welten

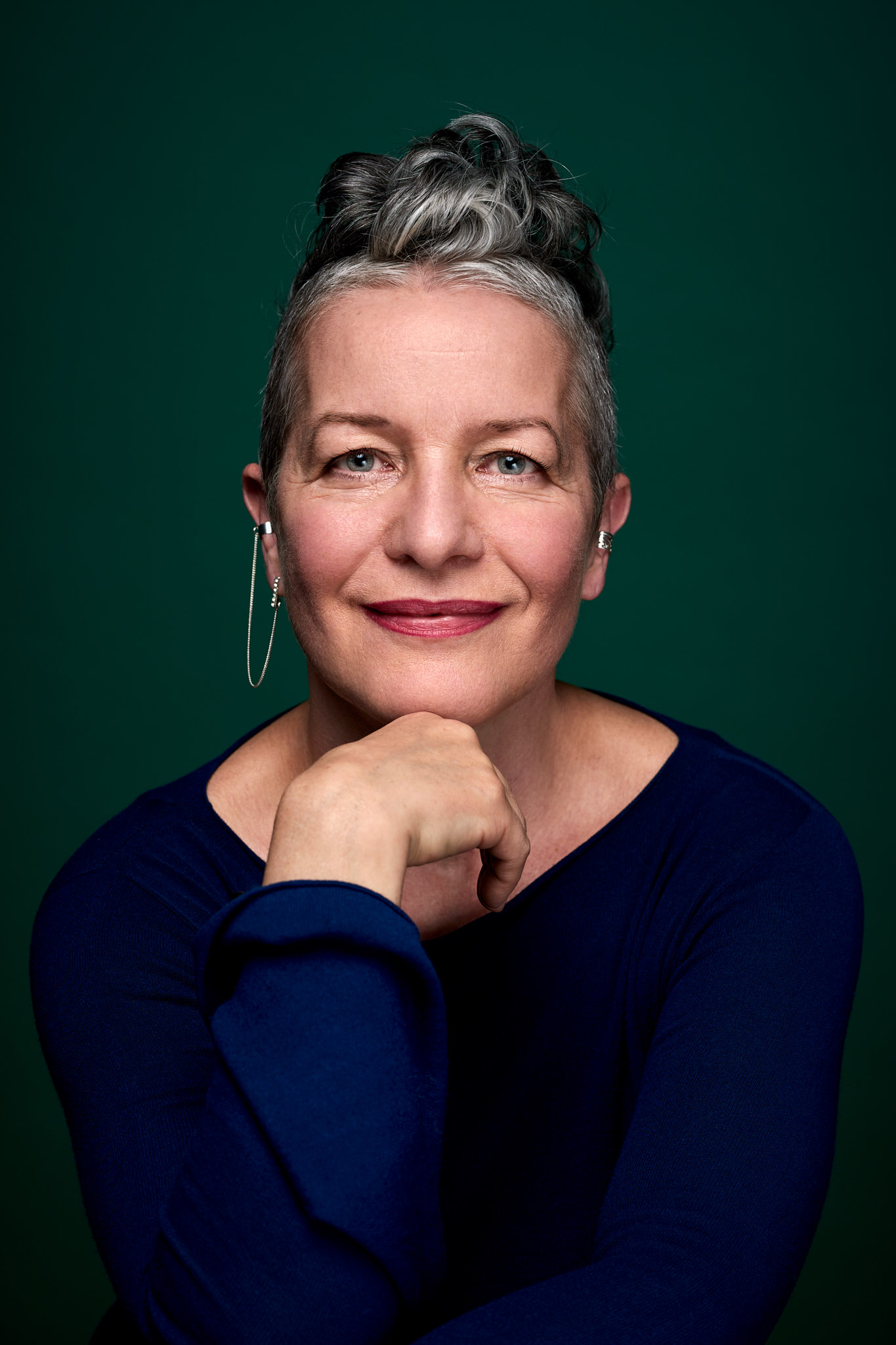
Clara Welten (2019)

Clara Welten (* 1967 in Erfurt als Christiane Zimmerling) ist eine deutsche Autorin, Verlegerin und Leiterin des Welten-Institut für Tiefenpsychologie und Spiritualität (WITS).

## Leben
Christiane Zimmerling, wurde als zweite Tochter in das oppositionelle Elternhaus eines Kirchenmusikers und einer Krankenschwester geboren.
Im christlichen Selbstverständnis der Bekennenden Kirche bestand Weltens Kindheit aus Widerstand zur SED-Politik. Durch das politische Engagement der Eltern, orientierte sich auch Welten früh zur pazifistischen Friedensbewegung. Während ihrer Schulzeit besuchte sie keine Pionierorganisationen, keine FDJ, feierte keine Jugendweihe oder Deutsch-Sowjetische-Freundschaft.
Welten verweigerte alle Kinder- und Jugendorganisationen sowie das Schulfach Wehrkundeunterricht, verließ den Unterricht wegen 'Hetze gegen Andersdenkende' und entzog sich auch sonst allen politischen Verpflichtungen. 1982 trat sie biblischen Gruppen der Friedensbewegung Schwerter zu Pflugscharen bei. So wurde ihr aus politischen Gründen der Zugang zur EOS verweigert, ebenso das Abitur und jegliche Berufswahl im staatlichen Bereich. Stattdessen drohte ihr 1982, aufgrund des 'Widerstands zum Arbeiter- und Bauernstaat' das Jugendgefängnis für Schwererziehbare und politische Täter. 1983 wurde sie das erste Mal festgenommen und von der Staatssicherheit verhört. Ihren Eltern wurde 1983 der Entzug des Erziehungsrechts für Welten angedroht, da sie ihr Kind nicht im 'Sinne des Arbeiter- und Bauernstaates' großgezogen hatten. Im minderjährigen Alter von 15 Jahren wurde über Welten eine Stasiakte geführt und 3 Informelle Mitarbeiter aus dem engen Freundeskreis auf sie angesetzt. Am 7. Dezember 1983 wurde die Familie schließlich aus der DDR freigekauft. Der Zeitpunkt der Ausreise nach Geretsried mit 16 Jahren war für Welten gerade rechtzeitig, da sie aus politischen Gründen die 10. Klasse nicht hätte beenden, kein Abitur und Studium machen und ausschließlich im kirchlichen Sektor einen Beruf hätte erlernen dürfen. 15 Jahre nach Mauerfall besuchte sie ihre Geburtsstadt.
1989 begann Welten ein Magister-Studium der Philosophie, Psychoanalyse und Literaturwissenschaft an der Goethe-Universität in Frankfurt/Main, legte dort 1995 die Lektorenprüfung für französische Sprache ab und erhielt ein Forschungsstipendium für soziologische und psychoanalytische Studien in Paris (bei Derrida, Irigaray, Kristeva), was sie 1997 nach Paris ans Collège de philosophie von Derrida und an die E.H.S.S. führte. Das Forschungsergebnis veröffentlichte Welten 1997 als Buch: Über den Wahrheitsbegriff im Werke G. Batailles oder über die Sucht, sich im Rausch zu verlieren. Welten analysiert darin tiefenpsychologisch und philosophisch die Sucht, „im Nichts zu verschwinden“, nach Blanchot.

### Berufsjahre
Ab 2000 hielt Welten an verschiedenen deutschen Universitäten Vorträge zur Psychoanalyse und Philosophie von Derrida, Kristeva und Irigaray und arbeitete freischaffend als Lehrerin. 2003 wurde sie an einer jüdischen Privatschule für Kinder mit psychologischen Lernschwierigkeiten angestellt, zog jedoch 2004 mit ihrem französisch-karibischen Partner nach Berlin und begann dort 2005 eine dreijährige Ausbildung zur 'Heilerin in schamanischer Tradition' bei Eva Bouizedkane.
2006 brachte Welten eine Tochter zur Welt. 2007 gründete sie das Deutsch-Französische Atelier für kreatives Leben in den Josettihöfen Berlin-Mitte. Zudem entwickelte sie seit 2008 das Konzept der Philo-Ateliers für Kinder, in dessen Rahmen sie deutsch-französischen Kindern ab 4 Jahren Philosophie und Bewusstseinsarbeit, angelehnt an die Tradition des Geschichtenerzählens, näher bringen will.
2008 schloss sie eine schamanische Ausbildung ab und gründete ihre eigene Praxis Deutsch-Französische Praxis für Psychotherapie und Seelenreisen im Aquariana, Berlin-Kreuzberg.
2009 veröffentlichte sie im Agenda Verlag ihr Buch Auf der Suche nach Leben – eine politische Autobiographie, das in die Robert Havemann Stiftung aufgenommen wurde, sowie in die Bundesstiftung zur Aufarbeitung der SED-Diktatur und Gedenkbibliothek zu Ehren der Opfer des Kommunismus. Zudem gewann Welten den 1. Platz beim bundesweiten Biografiewettbewerb Was für ein Leben! des ZEIT-Magazins in der Kategorie 'Persönlichkeit', sodass ihr Buch unter dem Titel Erzogen zum Widerstand dokumentarisch verfilmt und 2010 im Historischen Museum uraufgeführt wurde.
Seither hielt sie zahlreiche Seminare zur politischen Bildung, eingeladen und durchgeführt von der Friedrich-Ebert-Stiftung und der Bundeszentrale für politische Bildung, hält Lesungen und Vorträge als Zeitzeugin der DDR-Jugendopposition und bietet therapeutische Begleitung von Folteropfern und Opfern politischer Gewalt an.
2011 absolvierte sie die Ausbildung 'Heilpraktikerin in Psychotherapie', wurde von der Stadt Genf zu den Philo-Ateliers für Kinder im Rahmen einer Konferenz zur Bewusstseinsarbeit mit Kindern im théatre de l'espoir eingeladen, und erhielt daraufhin eine Gastdozentur an der Hochschule für Erziehung, an der CEFOC in Genf, Schweiz, bei der sie 2× jährlich Seminare zur 'Bewusstseinsarbeit mir Kinder' abhält.
Seit 2009 bezeichnet sich Welten als „Seelenbegleiterin“. In dieser Therapieform verbindet Welten verbale und nonverbale Therapieansätze, Gesprächstherapie, Tiefenpsychologie, spirituelle Formen, wie Rückführungen und Seelenreisen sowie schamanische Weltenarbeit. Seither arbeitet sie innerhalb der 2010 gegründeten Supervisionsgruppe Interdisziplinäre Supervisionsgruppe für Therapeuten und Heiler, seit 2013 als Ausbilderin für Seelenbegleiter in der dreijährigen Ausbildung in Spiritualität (Techniken), Tiefenpsychologie und im Praktischen Setting, in der sie das Konzept der interdisziplinären Seelenbegleitung vermittelt, und als Seelenbegleiterin in ihrer eigenen Praxis – spezialisiert auf schwere seelische Leiden und Traumaarbeit, auf Einzel- und Paartherapie. Hier verbindet sie non-verbale Techniken wie Rückführungen, Seelenreisen, Krafttierarbeit mit tiefenpsychologisch geschulten und weiter entwickelten Formen verbaler Psychotherapie.
Welten engagiert sich zudem fachspezifisch, sozial und ökologisch, u. a. durch Mitgliedschaften im Verein Unabhängiger Heilpraktiker e.V., Selfpublisher-Verband e.V., TERRE DES FEMMES – Menschenrechte für die Frau e.V., Greenpeace und GLS Gemeinschaftsbank.
Als Schriftstellerin gründete sie 2016 ihren eigenen deutsch-französischen Verlag édition Welten. Seit 2019 bündelt Welten ihre Tätigkeiten im Welten-Institut für Tiefenpsychologie und Spiritualität (WITS).

## Veröffentlichungen
- Publikation zur interdisziplinären Forschung Psychoanalyse und Philosophie des frz. Philosophen G. Bataille: Der Wahrheitsbegriff im Werke G. Batailles oder über die Sucht, sich im Rausch zu verlieren; R.G. Fischer Verlag, 1997, ISBN 978-3-89501-504-5
- Buch Auf der Suche nach Leben – eine politische Autobiographie, agenda Verlag, 2009, ISBN 978-3-89688-365-0
- Publikation im Buch “Neuanfang im Westen – Zeitzeugen berichten von 1949-1989”; mit Armin Mueller-Stahl und Hagen; Kapitel Clara Welten: “Neuanfänge vielerorts – im Innen und im Außen”; Mitteldeutsche Verlag, 2013, ISBN 978-3-95462-020-3
- Artikel Unterstützung in seelischer Not, Zeitschrift SEIN, 2014
- Buch Lebst Du schon oder wiederholst Du noch? Dank Tiefenpsychologie und Seelenreisen Dir selbst begegnen., Eigenverlag édition Welten, 2016, ISBN 978-3-9817957-0-7
- Buch Die Digitalisierung der Kinderstube – miteinander leben oder nebeneinander existieren?, Eigenverlag édition Welten, 2019, ISBN 978-3-9817957-2-1
- Buch mit Hörspiel Fabelhafte Welten – Fabeln für große und kleine Menschen aus Überall, Eigenverlag édition Welten, 2020, ISBN 978-3-9817957-5-2
- Buch Wir sind Hebammen des Lichts! Wie Reisen in Reinkarnationen dein Dasein erhellen, Jim Humble Uitgeverij B.V., 2024, ISBN 978-90-8879-369-1

## Medien
- Mitschnitt Zeitzeugeninterview mit Welten als Unterrichtsmodul, Langversion, Stimmen der Opposition, 2012
- Mitschnitt Zeitzeugeninterview mit Welten als Unterrichtsmodul, Kurzversion, Stimmen der Opposition, 2012
- Artikel zur Verfilmung. In: Tagesspiegel. 3. Februar 2011 (Online). Weltens Biografie
- Artikel zur Verfilmung Weltens Biografie, auf Literelle Blog, 2010
- Trailer zur Biografie-Verfilmung Erzogen zum Widerstand, auf Vimeo, 2010
- zibb Beitrag zu Weltens Biografie-Verfilmung, auf YouTube, 2010
- Chakren-Meditation zum Kapitel Das Inkarnationsgedächtnis aus Clara Weltens Buch Wir sind Hebammen des Lichts!, auf YouTube, 2024